# جيلبرت باكيه
جيلبرت باكيه (بالفرنسية: Gilbert Baqué)‏ شاعر فرنسي ولد في تولوز عام 1935 وتوفى في 9 أبريل 2015  بتورنفوي.

## السيرة الذاتية
ولد عام 1935 بتولوز، قصى جيلبرت باكيه طفولته في لوراجيه. وكان طالب في المدرسة الخاصة بمعلمين تولوز منذ 1951 حتى 1955، وعمل فيما بعد بمعنة التدريس حتى عام 1990. موسيقي من هواة الجاز.